# Jussiê Ferreira Vieira

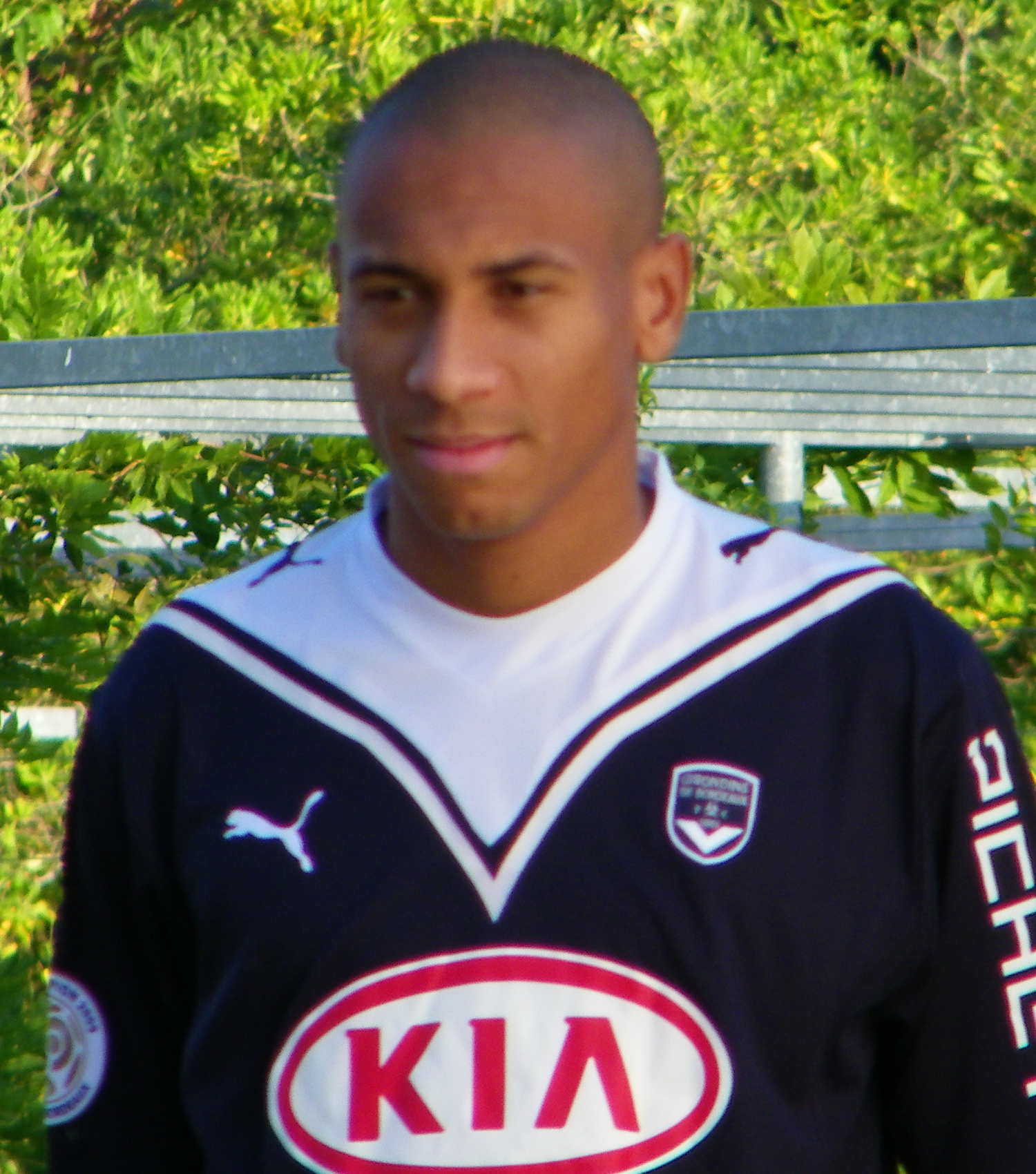

Jussiê Ferreira Vieira (19 september 1983, Nova Venécia), beter bekend als Jussiê, is een voormalig Braziliaans voetballer die het grootste deel van zijn loopbaan bij Girondins Bordeaux speelde. In de tweede seizoenshelft van 2012-2013 werd hij verhuurd aan Al-Wasl Club uit Dubai. Hij sloot zijn carrière af bij Stade Bordelais dat toen uitkwam in de Championnat National 3.

## Statistieken
| seizoen   | club                 | land                         | competitie             | wedstrijden | doelpunten |
| --------- | -------------------- | ---------------------------- | ---------------------- | ----------- | ---------- |
| 2001-2003 | Cruzeiro             | Brazilië                     | Série A                | 17          | 1          |
| 2003      | → Kashiwa Reysol     | Japan                        | J1 League              | 11          | 4          |
| 2003-2005 | Cruzeiro             | Brazilië                     | Série A                | 42          | 12         |
| 2005      | RC Lens              | Frankrijk                    | Ligue 1                | 12          | 1          |
| 2005-2006 | RC Lens              | Frankrijk                    | Ligue 1                | 35          | 6          |
| 2006-2007 | RC Lens              | Frankrijk                    | Ligue 1                | 21          | 6          |
| 2006-2007 | → Girondins Bordeaux | Frankrijk                    | Ligue 1                | 16          | 2          |
| 2007-2008 | Girondins Bordeaux   | Frankrijk                    | Ligue 1                | 22          | 4          |
| 2008-2009 | Girondins Bordeaux   | Frankrijk                    | Ligue 1                | 20          | 2          |
| 2009-2010 | Girondins Bordeaux   | Frankrijk                    | Ligue 1                | 30          | 4          |
| 2010-2011 | Girondins Bordeaux   | Frankrijk                    | Ligue 1                | 31          | 4          |
| 2011-2012 | Girondins Bordeaux   | Frankrijk                    | Ligue 1                | 28          | 6          |
| 2012-2013 | Girondins Bordeaux   | Frankrijk                    | Ligue 1                | 15          | 1          |
| 2012-2013 | → Al-Wasl Club       | Verenigde Arabische Emiraten | VAE Liga               | ?           | ?          |
| 2013-2014 | Girondins Bordeaux   | Frankrijk                    | Ligue 1                | 22          | 9          |
| 2014-2015 | Girondins Bordeaux   | Frankrijk                    | Ligue 1                | 0           | 0          |
| 2015-2016 | Girondins Bordeaux   | Frankrijk                    | Ligue 1                | 14          | 0          |
| 2016-2017 | Stade Bordelais      | Frankrijk                    | Championnat National 3 | ?           | ?          |
| Totaal    | Totaal               | Totaal                       | Totaal                 | 336         | 62         |

1 Johnsson ·
2 Gregersen ·
4 Bokele ·
5 Barbet  ·
6 Ihnatenko ·
8 Sissokho ·
9 Vipotnik ·
10 Weissbeck ·
11 Pitu ·
13 Strączek ·
14 N'Simba ·
17 Elis ·
18 Biumla ·
19 Ekomié ·
20 Díaz ·
22 De Amorim ·
24 Marcelin ·
26 Depussay ·
29 Livolant ·
30 Davitasjvili ·
34 Michelin ·
40 Bedfian ·
72 Cassubie ·
77 Badji ·
81 De Lima ·
91 Tebili ·
97 Rouyard ·
99 Swiderski ·
Coach: Guion
· Assistent-coach: Plašil
· Keeperstrainer: Coupet